# Excel (Alabama)
Excel város az USA Alabama államában, Monroe megyében. Lakosainak száma 557 fő (2020. április 1.).

## Népesség
A település népességének változása:

| 2010 | 723 |
| 2020 | 557 |